# 婆羅洲潘鰍
婆羅洲潘鰍為輻鰭魚綱鯉形目鰍科的其中一種，為熱帶淡水魚，分布於亞洲婆羅洲砂拉越南部淡水流域，體長可達3公分，棲息在沙底質、水流緩慢的底層水域，生活習性不明。

## 扩展阅读
維基物種上的相關：婆羅洲潘鰍